# Rolandsbo
Rolandsbo är en liten by i nordligaste Hedesunda socken, Gävle kommun. Områdesnamnet för trakten där Rolandsbo finns är Bodarna, Hedesunda. Byn är känd i skriftliga källor från 1800-talet. Grannby: Brännfallet.